# Gołaszyn (województwo lubelskie)
Gołaszyn – wieś w Polsce położona w województwie lubelskim, w powiecie łukowskim, w gminie Łuków. Leży nad rzeką Krzna Północna, w północno-zachodniej części Równiny Łukowskiej, przy drodze krajowej nr  w strefie podmiejskiej Łukowa. 
| SIMC    | Nazwa   | Rodzaj    |
| ------- | ------- | --------- |
| 0679428 | Pająki  | część wsi |
| 0679434 | Zagórze | kolonia   |

Wieś stanowi sołectwo w gminie Łuków. Według Narodowego Spisu Powszechnego z roku 2011 wieś liczyła 1006 mieszkańców.
Wierni Kościoła rzymskokatolickiego należą do parafii pod wezwaniem Przemienienia Pańskiego w Łukowie, a kolonia za torami – do parafii pod wezwaniem Najświętszej Maryi Panny Matki Kościoła w Łukowie.

## Historia
Pierwsza wzmianka historyczna o miejscowości pojawia się w 1448 roku w Kodeksie Dyplomatycznym Małopolski. Pierwotna nazwa miejscowości to Gołaszyn Most (Golaszinmost). Wieś szlachecka, założona przez szlachtę mazurską, która otrzymała tu nadanie ziemskie od króla.
W 1827 roku w 43 domach mieszkało 223 mieszkańców, a przeszło 50 lat później, też w 43 domach, mieszkało już 322 mieszkańców, gospodarujących na 1022 morgach gruntu. Folwark Gołaszyn w 1890 roku miał obszar 179 mórg i 21 prętów.
W 1920 roku w 62 domach (26 domów podwójnych, 1 kryty blachą, 1 gontem, pozostałe kryte słomą) mieszkało 456 mieszkańców (81 rodzin, w tym 2 żydowskie).
Położenie miejscowości przy głównym szlaku drogowym Łuków–Siedlce spowodowało duże zniszczenia w okresie II wojny światowej.
W latach 1954–1961 wieś należała i była siedzibą władz gromady Gołaszyn, po jej zniesieniu leżała w gromadzie Łuków. W latach 1975–1998 miejscowość administracyjnie należała do ówczesnego województwa siedleckiego.

## Rezerwat Kra Jurajska
Na terenie Gołaszyna znajduje się rezerwat przyrody nieożywionej Kra Jurajska o powierzchni 8 ha. Rezerwat ten został ustanowiony w 1981 roku dla ochrony unikatowych w skali światowej skamieniałości amonitów. Pod warstwą ziemi znajduje się tu pokład czarnego iłu zawierającego skamieniałe muszle amonitów, małż, ramienionogów i otwornic. Według opinii naukowców odłamy kry w stanie wewnątrz nienaruszonym zostały przeniesione przez lądolód z północy, prawdopodobnie z pogranicza zachodniej Litwy i Łotwy. Iły te poza obszarem rezerwatu mogą być wykorzystywane do produkcji keramzytu, jednak dotychczas eksploatacja nie została podjęta. Zaznaczyć należy to, że w przypadku podjęcia eksploatacji byłaby możliwość dokładnego zbadania i zaprezentowania znajdujących się tam skamielin.